# Interstate 77 (Virginie)
Cet article traite d'une section intra-État de l'autoroute. Pour l'article traitant de l’autoroute au complet, référez-vous à Interstate 77.
L'Interstate 77 en Virginie est un segment de l'Interstate 77 (I-77), autoroute inter-États nord-sud située dans l'Est des États-Unis, compris à l'intérieur des frontières de l'État de la Virginie. Dans son parcours à travers le pays, l'Interstate 77 traverse cinq États, reliant la Caroline du Sud (Columbia) à l'Ohio (Cleveland). 
En Virginie, l'autoroute passe dans une région plutôt isolée du Sud-Ouest de l'État. ELle franchit plusieurs lignes de montagnes des Appalaches, et possède notamment deux tunnels franchissant permettant de franchir ces montagnes. Elle possède une longueur de 107 kilomètres dans l'État (66 miles), soit la plus courte distance intra-État de l'Interstate 77,.

## Tracé

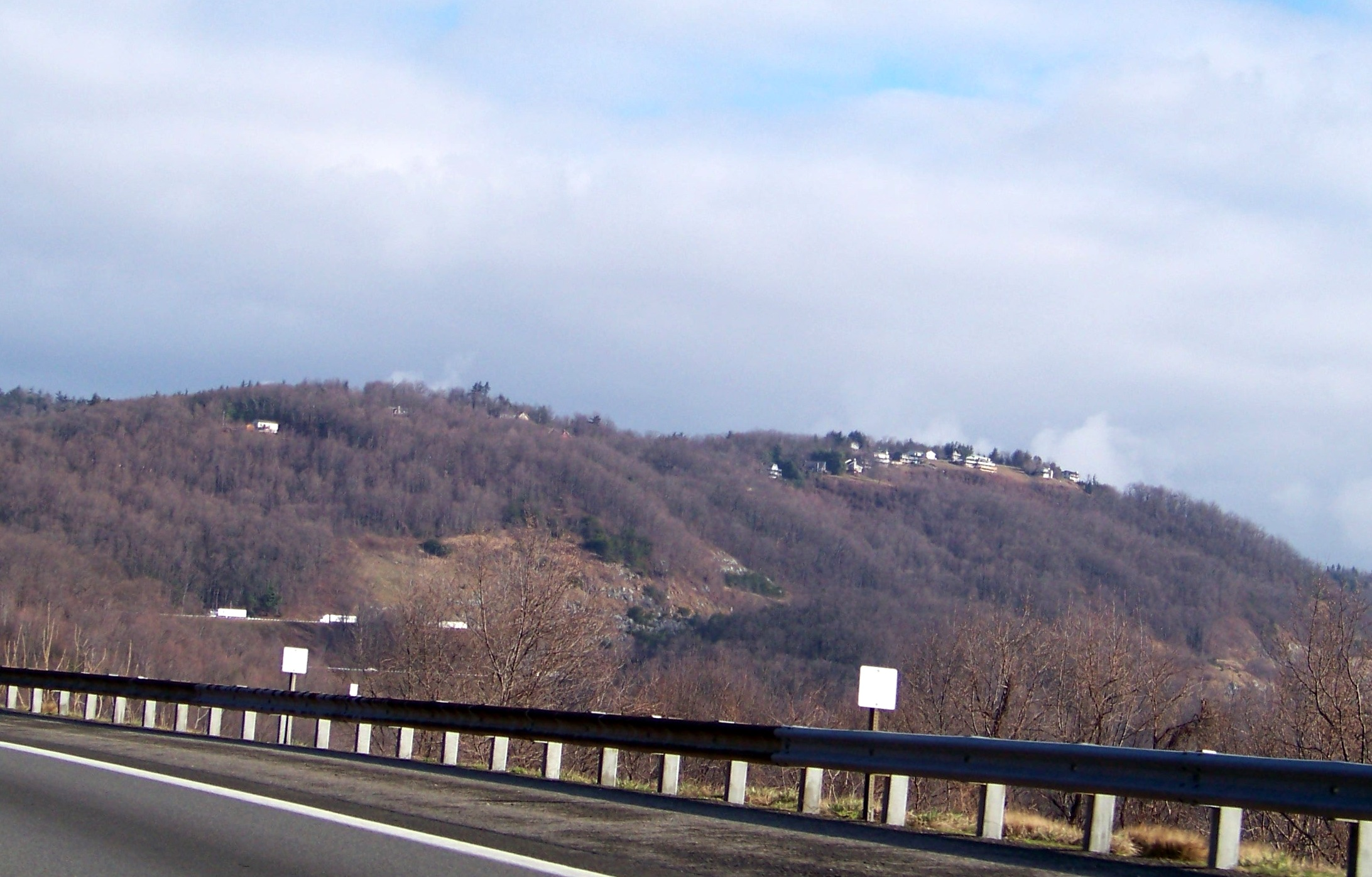
La côte de Fancy Gap, tout juste au Nord de la frontière avec la Caroline du Nord.

L'extrémité sud de l'I-77 en Virginie se situe au niveau de la frontière avec la Caroline du Nord, 10 miles (16 km) au Nord-Ouest de Mount Airy. À ce point, l'Interstate 74 se termine (dans sa section Sud-Est), laissant place à seulement l'Interstate 77. Dès les premiers miles dans l'État, une longue côte au pied des Appalaches (séparation entre la région des Appalaches et du Piedmont) est présente, pour atteindre la passe de Fancy Gap près du mile 10. À une altitude de 890 mètres, il s'agit de la plus haute altitude de l'Interstate 77 sur l'entièreté de son tracé.
Ensuite, l'Interstate 77 passeau sud-ouest de Hillsville, tout en descendant légèrement. Le territoire demeure isolé, montagneux et valloneux dans la région, et au mile 24, elle passe à l'Ouest de Poplar Camp. Sept miles (11 km) au Nord, elle atteint l'Interstate 81, avec laquelle elle forme un chevauchement pendant 9 miles (14 km) en se dirigeant vers l'Ouest. À Wytheville, l'Interstate 77 se sépare du tracé de l'I-81 en se dirigeant à nouveau vers le Nord-Nord-Ouest. Les crêtes principales des Appalaches, axées est-ouest, sont traversées par l'autoroute au moyen de tunnels ou de passes naturelles. Suivant de près le tracé de la U.S. Route 52, qui peut lui servir d'alternative en cas de fermeture, elle parcourt le bas territoire entre les montagnes en passant près de Bland et de Rocky Gap, puis se termine à la frontière avec la Virginie-Occidentale, dans le tunnel East River Mountain, environ 8 miles (13 km) à l'est de Bluefield.

## Historique
C'est en 1972 que l'I-77 vu le jour en Virginie, avec le tout premier tronçon construit entre l'I-81 et la US-52 au Nord de Bland, incluant le tunnel Big Walker Mountain. En 1975, l'autoroute fut prolongée vers le Nord jusqu'à la frontière avec la Virginie-Occidentale, en y incluant la construction du tunnel East River Mountain. Au Sud de l'I-81, l'autoroute fut construite par phases entre la Caroline du Nord et l'I-81 progressivement du Sud au Nord, pour atteindre Fancy Gap en juin 1977, puis jusqu'à Poplar Camp en décembre 1977, et finalement jusqu'à l'I-81 en 1978. 
La section de l'I-77 dans les environs de Fancy Gap a été le lieu de nombreux accidents mortels, principalement en lien avec les mauvaises conditions météorologiques prévalentes dans les montagnes (brouillard et vent, notamment). 

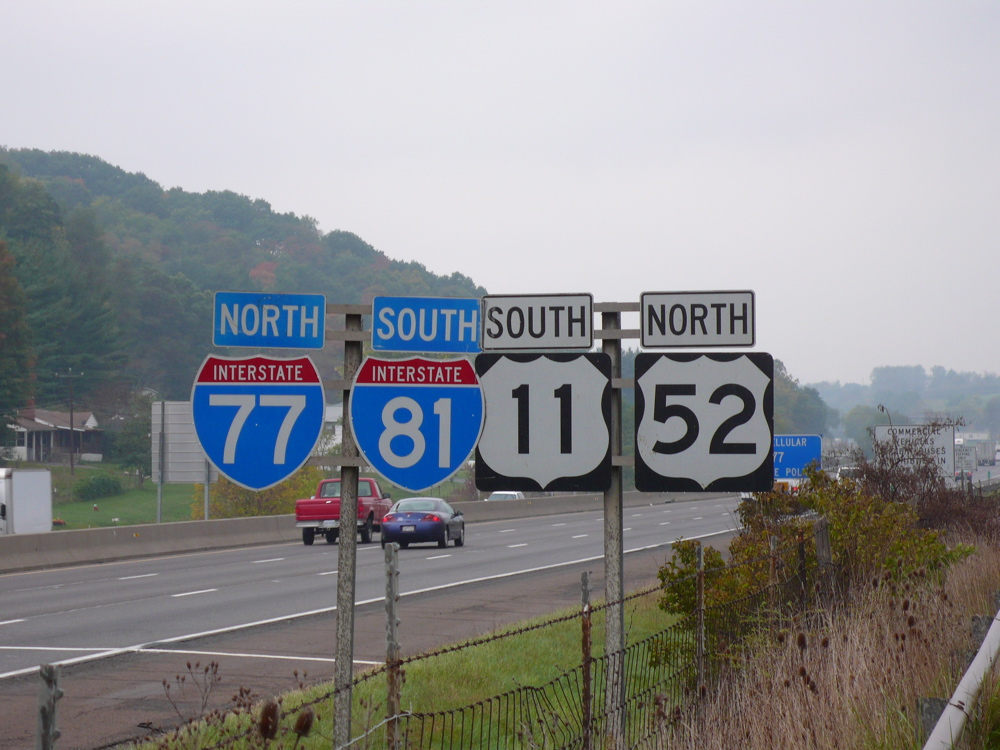
Le quadruple chevauchement à directions opposées entre les Interstates 77 et 81, ainsi qu'avec les U.S. Routes 11 et 52.

En novembre 2010, deux personnes ont péri dans un carambolage impliquant 75 véhicules. Le 31 mars 2013, c'est un autre carambolage suivant une série de 17 accrochages qui s'est produit, impliquant 95 véhicules et tuant 3 personnes. Un autre carambolage en 2013 a résulté en la mort d'une personne.

## Configurations

### Disposition des voies
Hormis le chevauchement avec l'Interstate 81, qui possède 6 voies (3-3), l'Interstate 77 en Virginie possède 2 voies dans chaque direction, soit la configuration typique des autoroutes rurales.

### Chevauchement avec l'Interstate 81

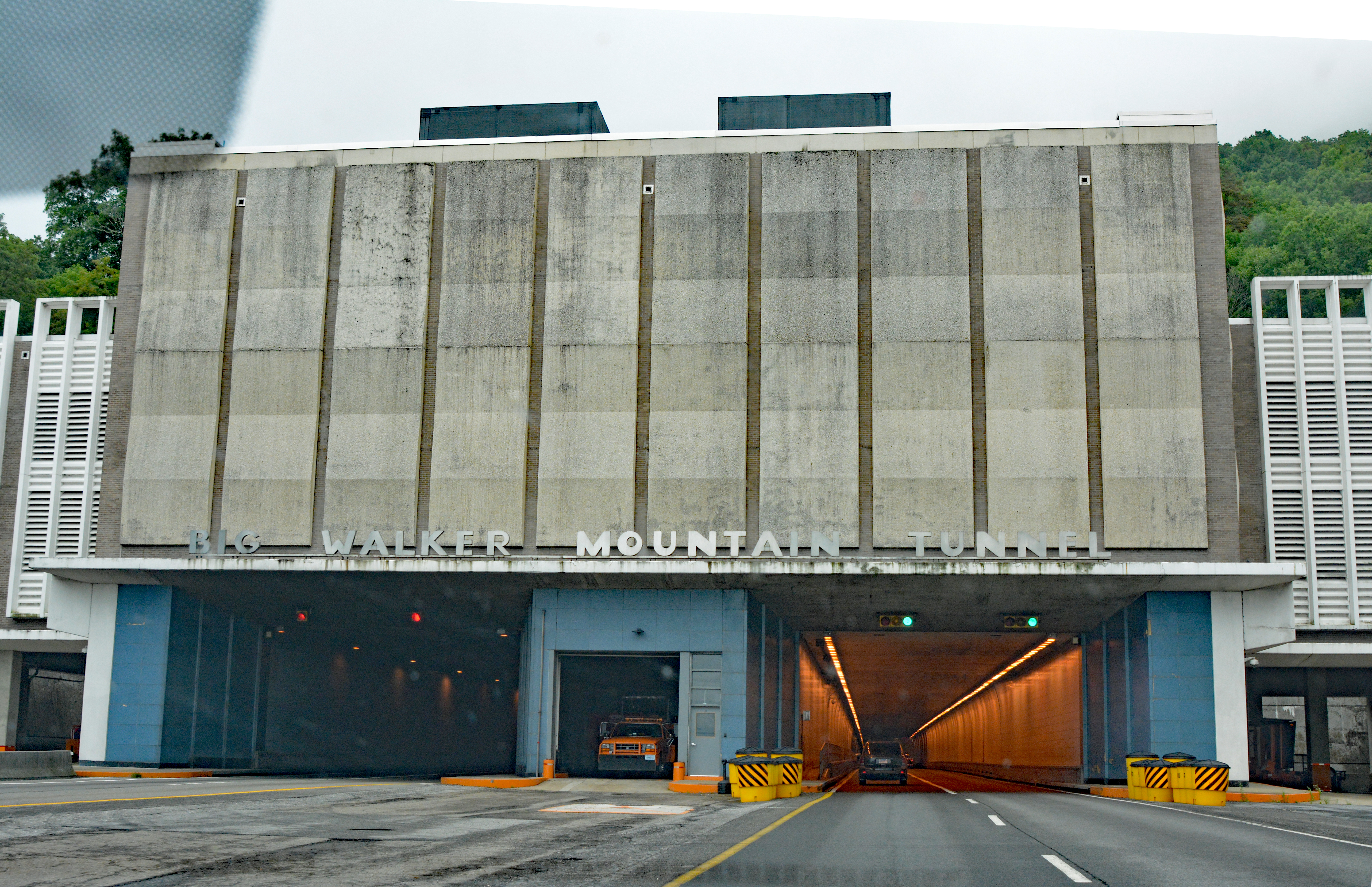
Les bouches de sortie du tunnel Big Walker Mountain, au Nord.

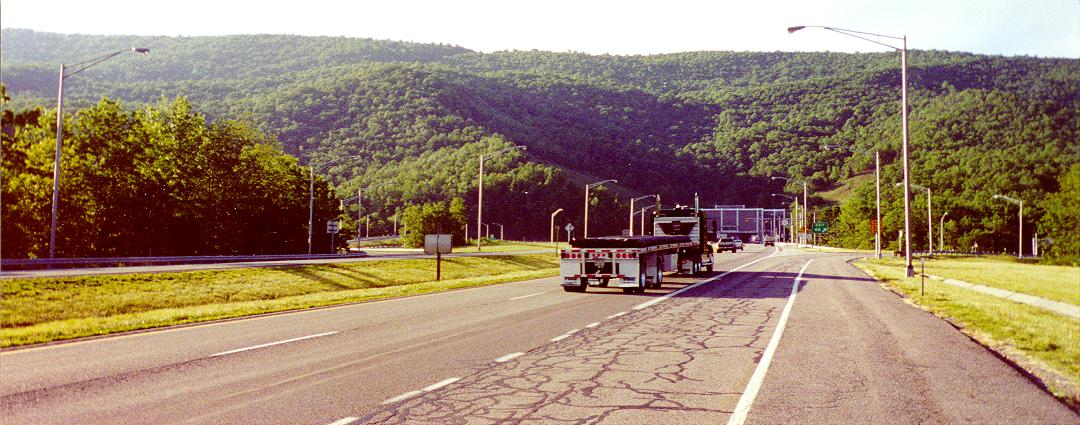
L'approche du tunnel East River Mountain du côté de la Virginie (au Sud), au mile 66, en 2000.

Le chevauchement entre les Interstates 77 et 81 est particulier dans la mesure où il est un chevauchement croisé à direction opposées. En effet, les directions sont contraires entre les Interstates 77 et 81 sur ce segment (soit la I-77 nord et I-81 sud dans une direction, et la I-77 sud et la I-81 nord dans l'autre). Le chevauchement extensif implique également les U.S. Routes 11 et 52, un autre chevauchement à direction opposées.

## Aires de service
Des centres d'information touristiques avec services sont présents aux entrées de l'État, près des frontières (au mile 0 en direction nord et au mile 61 en direction sud). Une aire de repos avec services limités est présente en direction nord au mile 59, et en direction sud au mile 32, sur le chevauchement avec l'I-81.

## Architecture
La construction de l'Interstate 77 à travers les Appalaches a nécessité des arrangements et des constructions particulières. La première est la côte près de Fancy Gap, qui grimpe plus de 300 mètres sur une distance d'environ 8 miles (13 km) pour franchir le flanc de montagnes. La deuxième est le Big Walker Mountain Tunnel, un tunnel long de 1,29 km (0,8 mile), près du mile 48, ayant permis de réduire le temps de conduite de 30 minutes entre Bland et Wytheville, au coût de $ 50 millions USD. La troisième est le East River Mountain Tunnel, long de 1,65 km (1,03 mile), permettant de passer sous la chaîne de montagnes du même nom, franchissant la frontière Virginie–Virginie-Occidentale située presque au centre exact du tunnel. Au coût de $ 40 millions USD, le tunnel a permis de significativement améliorer les conditions de transport dans la région, avec la vieille route (ancienne U.S. Route 52, maintenant route 598 de Virginie) étant une route dangereuse avec fortes courbes qui devait être souvent fermée lors des mois d'hiver. Il s'agit de l'un de des seuls tunnels franchissant une frontière entre deux États, l'autre étant le tunnel Cumberland Gap dans l'extrême Ouest de la Virginie.

## Liste des échangeurs
| Liste des échangeurs de l'Interstate 77 en Virginie | Liste des échangeurs de l'Interstate 77 en Virginie | Liste des échangeurs de l'Interstate 77 en Virginie | Liste des échangeurs de l'Interstate 77 en Virginie                   | Liste des échangeurs de l'Interstate 77 en Virginie                                    | Liste des échangeurs de l'Interstate 77 en Virginie |
| Emplacement | Mile                                                | km                                                  | #                                                                     | Intersection/Destinations                                                              | Notes |
| --- | --------------------------------------------------- | --------------------------------------------------- | --------------------------------------------------------------------- | -------------------------------------------------------------------------------------- | --- |
| Frontière Virginie–Caroline du Nord | 0,00                                                | 0,00                                                | I-74 est, I-77 sud – Mount Airy (NC), Greensboro (NC), Charlotte (NC) | I-74 est, I-77 sud – Mount Airy (NC), Greensboro (NC), Charlotte (NC)                  | Extrémité sud de l'Interstate 77 en Virginie ; Terminus ouest (nord) de l'Interstate 74 dans sa section Sud-Est |
| Lambsburg | 0,94                                                | 1,51                                                | 1                                                                     | VA-620 – Lambsburg, Pipers Gap, Mount Airy (NC)                                        | Extrémité sud de la côte de Fancy Gap |
| Fancy Gap | 8,57                                                | 13,79                                               | 8                                                                     | VA-148, VA-775, vers US-52 – Fancy Gap, Pipers Gap, Cana                               | Extrémité nord de la côte de Fancy Gap ; passe à 890 mètres d'altitude |
| Hillsville | 14,85                                               | 23,90                                               | 14                                                                    | US-58 et US-221 – Hillsville, Galax, Woodlawn, Martinsville, Danville                  | |
| | 19,03                                               | 30,63                                               | 19                                                                    | VA-620 – Woodlawn                                                                      | |
| Poplar Camp | 24,06                                               | 38,72                                               | 24                                                                    | VA-69 – Poplar Camp, Austinville                                                       | |
| Fort Chiswell | 32,14                                               | 51,72                                               | 3281                                                                  | I-81 nord, US-11 nord – Christiansburg, Roanoke I-77 sud – Charlotte (NC)              | Extrémité sud (est) du chevauchement avec la I-81 et la US-11; En direction sud, sortie 81 pour rejoindre la I-77 sud; En direction nord, sortie 32 vers la I-81 nord, et voies de gauche (sans sortie) se poursuivent sur la I-77 nord et la I-81 sud                                    |
| Chevauchement à directions opposées avec l'I-77, l'I-81, la US-11 (partie) et la US-52 (partie) pour une distance de 8 miles (13 km). Les sorties et les balises de distance suivent ceux de l'Interstate 81. |                                                     |                                                     |                                                                       |                                                                                        | |
| Wytheville | 39,18                                               | 63,05                                               | 4072                                                                  | I-81 sud, US-52 nord, vers US-21 – Bristol, Knoxville (TN) I-77 nord – Charleston (WV) | Extrémité nord (ouest) du chevauchement avec l'I-81 et la US-52; Sortie 40 en direction sud pour la I-81 sud; Sortie 72 en provenance de la I-81 sud / I-77 nord pour la I-77 nord |
| Wytheville | 40,28                                               | 64,82                                               | 41                                                                    | VA-610 (Peppers Ferry Rd.) – Wytheville, Max Meadows                                   | |
| | 45,77                                               | 73,66                                               | 47                                                                    | VA-717                                                                                 | |
| | 48,81–49,61                                         | 78,55–79,84                                         | Tunnel Big Walker Mountain                                            | Tunnel Big Walker Mountain                                                             | Tunnel Big Walker Mountain |
| Bland | 51,22                                               | 82,43                                               | 52                                                                    | US-52 et VA-42 – Bland, Ceres, Poplar Hill                                             | |
| | 57,33                                               | 92,26                                               | 58                                                                    | VA-666, vers US-52 – Bastian                                                           | |
| South Gap | 61,27                                               | 98,60                                               | 62                                                                    | VA-606 – South Gap, Holly Brook                                                        | |
| Rocky Gap | 63,24                                               | 101,77                                              | 64                                                                    | US-52 et VA-61 – Rocky Gap, Tazewell, Pearisburg                                       | |
| | 65,57                                               | 105,52                                              | 66                                                                    | US-52 sud, VA-598 – Rocky Gap, Bluefield                                               | Extrémité sud du chevauchement avec la US-52 |
| | 65,64–66,27                                         | 105,82–106,65                                       | Tunnel East River Mountain (partie sud)                               | Tunnel East River Mountain (partie sud)                                                | Tunnel East River Mountain (partie sud) |
| Frontière Virginie – Virginie-Occidentale | 66,27                                               | 106,65                                              | I-77 nord, US-52 nord – Bluefield (WV), Beckley (WV), Charleston (WV) | I-77 nord, US-52 nord – Bluefield (WV), Beckley (WV), Charleston (WV)                  | Extrémité nord de l'Interstate 77 en Virginie ; Le chevauchement avec la US-52 se poursuit en Virginie-Occidentale ; Frontière au centre du tunnel, un des deux seuls tunnels à traverser une frontière entre deux États, avec le tunnel Cumberland Gap entre la Virginie et le Tennessee |
| - Échangeur Incomplet - Chevauchement - Tunnel |                                                     |                                                     |                                                                       |                                                                                        | |

## Liste des villes traversées
- Lambsburg
- Fancy Gap
- Hillsville
- Poplar Camp
- Fort Chiswell
- Wytheville
- Bland
- Bastian
- South Gap
- Rocky Gap